# Barbatula

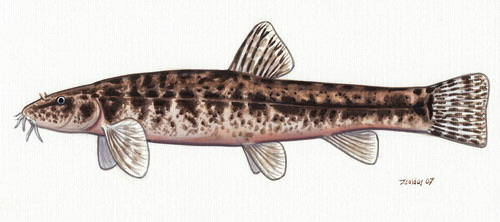
Barbatula barbatula

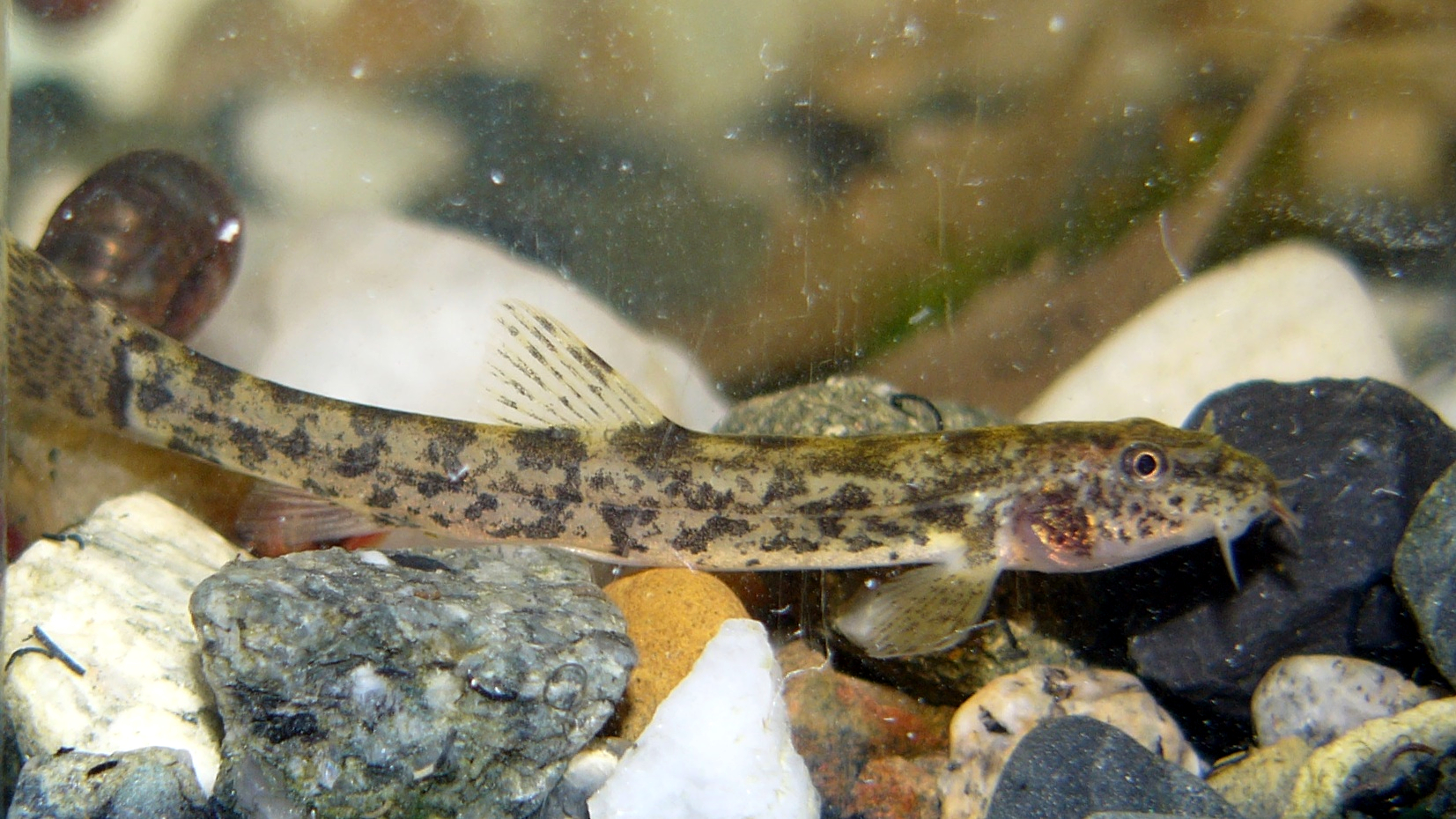
Barbatula barbatula

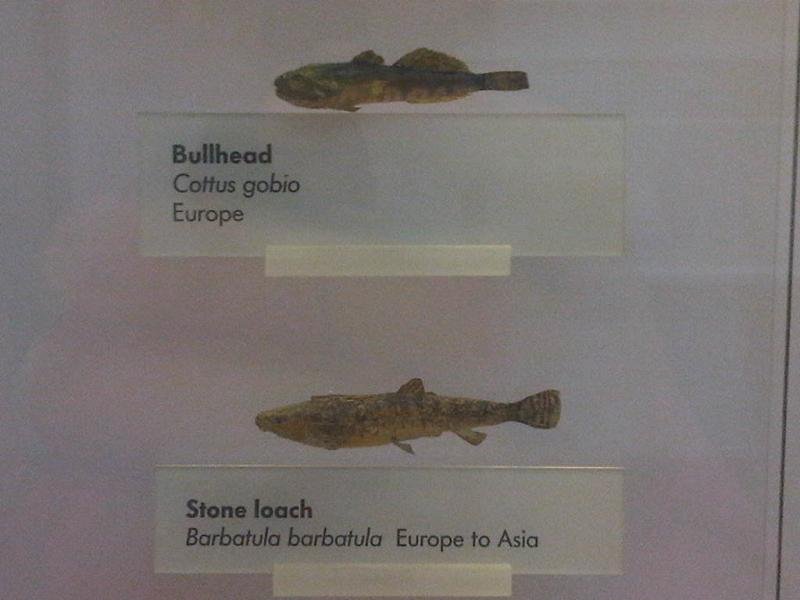
Exemplars de cavilat (Cottus gobio) i Barbatula barbatula al Museu d'Història Natural de Londres

Barbatula és un gènere de peixos de la família dels balitòrids i de l'ordre dels cipriniformes.

## Distribució geogràfica
Es troba a Europa (incloent-hi les illes Britàniques -llevat del nord d'Escòcia-, la península Ibèrica, Rússia i el sud de Suècia i de Finlàndia), Turquia, Armènia, l'Azerbaidjan, el Líban, Israel, Síria, l'Iraq, l'Iran, Mongòlia, la Xina, la península de Corea i el Japó, incloent-hi el Caucas i les conques dels rius Tigris i Eufrates.

## Taxonomia
- Barbatula altayensis (Zhu, 1992)[3]
- Barbatula araxensis (Banarescu & Nalbant, 1978)
- Barbatula barbatula (Linnaeus, 1758)[4]
- Barbatula bergamensis (Erk' Akan, Nalbant & Özeren, 2007)[5]
- Barbatula bergiana (Derjavin, 1934)
- Barbatula brandtii (Kessler, 1877)[6]
- Barbatula cinica (Erk' Akan, Nalbant & Özeren, 2007)[7]
- Barbatula compressirostris (Warpachowski, 1897)
- Barbatula dgebuadzei (Prokofiev, 2003)
- Barbatula erdali (Erk' Akan, Nalbant & Özeren, 2007)[7]
- Barbatula euphratica (Banarescu & Nalbant, 1964)
- Barbatula farsica (Nalbant & Bianco, 1998)
- Barbatula frenata (Heckel, 1843)
- Barbatula germencica (Erk'Akan, Nalbant & Özeren, 2007)[7]
- Barbatula golubtsovi (Prokofiev, 2003)
- Barbatula kermanshahensis (Banarescu & Nalbant, 1966)
- Barbatula kosswigi (Erk'akan & Kuru, 1986)
- Barbatula mediterraneus (Erk' Akan, Nalbant & Özeren, 2007)[7]
- Barbatula nuda (Bleeker, 1865)
- Barbatula panthera (Heckel, 1843)
- Barbatula paucilepis (Erk' Akan, Nalbant & Özeren, 2007)[7]
- Barbatula persa (Heckel, 1847)
- Barbatula phoxinoides (Erk' Akan, Nalbant & Özeren, 2007)[5]
- Barbatula potaninorum (Prokofiev, 2007)
- Barbatula pulsiz (Krupp, 1992)
- Barbatula quignardi (Bacescu-Mester, 1967)[8]
- Barbatula sawadai (Prokofiev, 2007)
- Barbatula seyhanensis (Banarescu, 1968)
- Barbatula sturanyi (Steindachner, 1892)[9]
- Barbatula toni (Dybowski, 1869)[10][11]
- Barbatula tschaiyssuensis (Banarescu & Nalbant, 1964)
- Barbatula zetensis (Šorič, 2000)[12][13][14][15][2][16][17][18]